# Dennis McCarthy (politiker)
Dennis McCarthy, född 19 mars 1814 i Salina, New York, död 14 februari 1886 i Syracuse, New York, var en amerikansk republikansk politiker. Han var ledamot av USA:s representanthus 1867–1871.
McCarthy var verksam som affärsman och tjänstgjorde 1853 som borgmästare i Syracuse. År 1867 efterträdde han Thomas Treadwell Davis som kongressledamot och efterträddes 1871 av R. Holland Duell. År 1885 tjänstgjorde han som tillförordnad viceguvernör i delstaten New York.
McCarthy avled 1886 och gravsattes på Saint Agnes Cemetery i Syracuse.